# Ліпкув
Ліпкув (пол. Lipków) — село в Польщі, у гміні Старі Бабиці Варшавського-Західного повіту Мазовецького воєводства.
Населення — 933 особи (2011).
У 1975-1998 роках село належало до Варшавського воєводства.

## Демографія
Демографічна структура станом на 31 березня 2011 року:
|          | Загалом | Допрацездатний вік | Працездатний вік | Постпрацездатний вік |
| -------- | ------- | ------------------ | ---------------- | -------------------- |
| Чоловіки | 458     | 136                | 294              | 28                   |
| Жінки    | 475     | 124                | 286              | 65                   |
| Разом    | 933     | 260                | 580              | 93                   |